# Liste der Torschützenkönige der Scottish Premier Division
Die Liste der Torschützenkönige der Scottish Premier Division führt alle Torschützenkönige der höchsten schottischen Fußballspielklasse der Premier Division von deren Gründung im Jahr 1975 bis 1998. Im weiteren Teil werden die erfolgreichsten Spieler, Vereine und Nationen genannt. Torschützenkönig wird derjenige Spieler, der im Verlauf einer Saison die meisten Tore erzielt.

## Liste der Torschützenkönige
- Saison: Nennt die Saison, in welcher der Spieler Torschützenkönig wurde.
- Spieler: Nennt den Spielernamen des Torschützenkönigs.
- Nationalität: Nennt die Nationalität des Torschützenkönigs.
- Verein: Nennt den Verein, für den der Spieler in der betreffenden Saison gespielt hat. Grün markierte Vereine konnten dabei die Meisterschaft gewinnen.
- Tore: Nennt die Anzahl der Tore, die der Spieler in der Saison erzielt hat.

| Saison  | Spieler                        | Nationalität | Verein                       | Tore |
| ------- | ------------------------------ | ------------ | ---------------------------- | ---- |
| 1975/76 | Kenny Dalglish                 | Schottland   | Celtic Glasgow               | 24   |
| 1976/77 | Willie Pettigrew               | Schottland   | FC Motherwell                | 21   |
| 1977/78 | Derek Johnstone                | Schottland   | Glasgow Rangers              | 25   |
| 1978/79 | Andy Ritchie                   | Schottland   | Greenock Morton              | 22   |
| 1979/80 | Doug Somner                    | Schottland   | FC St. Mirren                | 25   |
| 1980/81 | Frank McGarvey                 | Schottland   | Celtic Glasgow               | 23   |
| 1981/82 | George McCluskey               | Schottland   | Celtic Glasgow               | 21   |
| 1982/83 | Charlie Nicholas               | Schottland   | Celtic Glasgow               | 29   |
| 1983/84 | Brian McClair                  | Schottland   | Celtic Glasgow               | 23   |
| 1984/85 | Frank McDougall                | Schottland   | FC Aberdeen                  | 22   |
| 1985/86 | Ally McCoist                   | Schottland   | Glasgow Rangers              | 24   |
| 1986/87 | Brian McClair                  | Schottland   | Celtic Glasgow               | 35   |
| 1987/88 | Tommy Coyne                    | Irland       | FC Dundee                    | 33   |
| 1988/89 | Mark McGhee / Charlie Nicholas | Schottland   | Celtic Glasgow / FC Aberdeen | 16   |
| 1989/90 | John Robertson                 | Schottland   | Heart of Midlothian          | 17   |
| 1990/91 | Tommy Coyne                    | Irland       | Celtic Glasgow               | 18   |
| 1991/92 | Ally McCoist                   | Schottland   | Glasgow Rangers              | 34   |
| 1992/93 | Ally McCoist                   | Schottland   | Glasgow Rangers              | 34   |
| 1993/94 | Mark Hateley                   | England      | Glasgow Rangers              | 22   |
| 1994/95 | Tommy Coyne                    | Irland       | FC Motherwell                | 16   |
| 1995/96 | Pierre van Hooijdonk           | Niederlande  | Celtic Glasgow               | 26   |
| 1996/97 | Jorge Cadete                   | Portugal     | Celtic Glasgow               | 25   |
| 1997/98 | Marco Negri                    | Italien      | Glasgow Rangers              | 32   |

## Ranglisten

### Titelgewinne nach Spieler
- Rang: Nennt die Platzierung des Spielers, welche sich nach Anzahl seiner errungenen Auszeichnungen richtet. Bei gleicher Anzahl wird alphabetisch nach dem Familiennamen sortiert.
- Spieler: Nennt den Namen des Spielers.
- Anzahl: Nennt die Anzahl der errungenen Titel des Torschützenkönigs.
- Spielzeiten: Nennt die Spielzeit, in denen der Spieler Torschützenkönig wurde.

| Rang | Spieler              | Anzahl | Spielzeiten               |
| ---- | -------------------- | ------ | ------------------------- |
| 1.   | Tommy Coyne          | 3      | 1987/88, 1990/91, 1994/95 |
|      | Ally McCoist         | 3      | 1985/86, 1991/92, 1992/93 |
| 3.   | Brian McClair        | 2      | 1983/84, 1986/87          |
|      | Charlie Nicholas     | 2      | 1982/83, 1988/89          |
| 5.   | Jorge Cadete         | 1      | 1996/97                   |
|      | Kenny Dalglish       | 1      | 1975/76                   |
|      | Mark Hateley         | 1      | 1993/94                   |
|      | Derek Johnstone      | 1      | 1977/78                   |
|      | George McCluskey     | 1      | 1981/82                   |
|      | Frank McDougall      | 1      | 1984/85                   |
|      | Frank McGarvey       | 1      | 1980/81                   |
|      | Mark McGhee          | 1      | 1988/89                   |
|      | Marco Negri          | 1      | 1997/98                   |
|      | Willie Pettigrew     | 1      | 1976/77                   |
|      | Andy Ritchie         | 1      | 1978/79                   |
|      | John Robertson       | 1      | 1989/90                   |
|      | Doug Somner          | 1      | 1979/80                   |
|      | Pierre van Hooijdonk | 1      | 1995/96                   |

### Titelgewinne nach Verein
- Rang: Nennt die Platzierung des Vereins, die sich nach Anzahl der Titelträger richtet. Bei gleicher Anzahl wird alphabetisch nach dem Vereinsnamen sortiert.
- Verein: Nennt den Namen des Vereins.
- Anzahl: Nennt die Anzahl der Spielzeiten, in denen ein Akteur des Vereins Torschützenkönig wurde.
- Spielzeiten: Nennt die Spielzeiten, in denen ein Akteur des Vereins Torschützenkönig wurde.

| Rang | Verein              | Anzahl | Spielzeiten                                                                              |
| ---- | ------------------- | ------ | ---------------------------------------------------------------------------------------- |
| 1.   | Celtic Glasgow      | 10     | 1975/76, 1980/81, 1981/82, 1982/83, 1983/84, 1986/87, 1988/89, 1990/91, 1995/96, 1996/97 |
| 2.   | Glasgow Rangers     | 6      | 1977/78, 1985/86, 1991/92, 1992/93, 1993/94, 1997/98                                     |
| 3.   | FC Aberdeen         | 2      | 1984/85, 1988/89                                                                         |
|      | FC Motherwell       | 2      | 1976/77, 1994/95                                                                         |
| 5.   | FC Dundee           | 1      | 1987/88                                                                                  |
|      | FC St. Mirren       | 1      | 1979/80                                                                                  |
|      | Greenock Morton     | 1      | 1978/79                                                                                  |
|      | Heart of Midlothian | 1      | 1989/90                                                                                  |

### Titelgewinne nach Nationalität
- Rang: Nennt die Platzierung der Nation, die sich nach Anzahl der Titelträger richtet. Bei gleicher Anzahl wird alphabetisch sortiert.
- Nation: Nennt die Nation.
- Anzahl: Nennt die Anzahl der Spielzeiten, in denen ein Akteur der Nationalität Torschützenkönig wurde.
- Spielzeiten: Nennt die Spielzeiten, in denen ein Akteur der Nationalität Torschützenkönig wurde.

| Rang | Nation      | Anzahl | Spielzeiten |
| ---- | ----------- | ------ | --- |
| 1.   | Schottland  | 16     | 1975/76, 1976/77, 1977/78, 1978/79, 1979/80, 1980/81, 1981/82, 1982/83, 1983/84, 1984/85, 1985/86, 1986/87, 1988/89, 1989/90, 1991/92, 1992/93 |
| 2.   | Irland      | 3      | 1987/88, 1990/91, 1994/95 |
| 3.   | England     | 1      | 1993/94 |
|      | Italien     | 1      | 1997/98 |
|      | Niederlande | 1      | 1995/96 |
|      | Portugal    | 1      | 1996/97 |